# Sasa gracillima
Sasa gracillima är en gräsart som beskrevs av Takenoshin Nakai. Sasa gracillima ingår i släktet sasabambu, och familjen gräs. Inga underarter finns listade i Catalogue of Life.